# غير طائفي
الغير الطائفي (او اللاطائفي) هو شخص أو منظمة لا يتبع أي طائفة دينية معينة، وقد يؤمن الشخص هذا بدين معيّن، لكنه لا يتبع تعاليم أي طائفة أو مذهب داخل هذا الدين.

## ملخص
تم استخدام المصطلح في سياق الأديان المختلفة بما في ذلك اليانية،  الإيمان البهائي،  الزرادشتية،  الشمولية التوحيدية،  الوثنية الجديدة،  المسيحية،  الإسلام،  اليهودية،  الهندوسية،  البوذية  والويكا.  وهو يقف على النقيض من طائفة دينية. ويميل المتدينون من الغير طائفيين إلى أن يكونوا أكثر انفتاحًا في آرائهم حول مختلف المسائل الدينية. تأثر بعض المتحولين نحو اللا طائفية بالخلافات حول التعاليم التقليدية في المؤسسات السابقة التي التحقوا بها.  كما تم استخدام اللاطائفية كأداة لإدخال الحياد في ساحة عامة عندما ينحدر السكان المحليون من مجموعة واسعة النطاق من المعتقدات الدينية. 

## أنظر أيضا
- المسيحية غير الطائفية
- مسلم غير طائفي
- اليهودية غير المذهبية
- الانشقاق
- العالمية التوحيدية